# Salah-Eddin Al-Batran

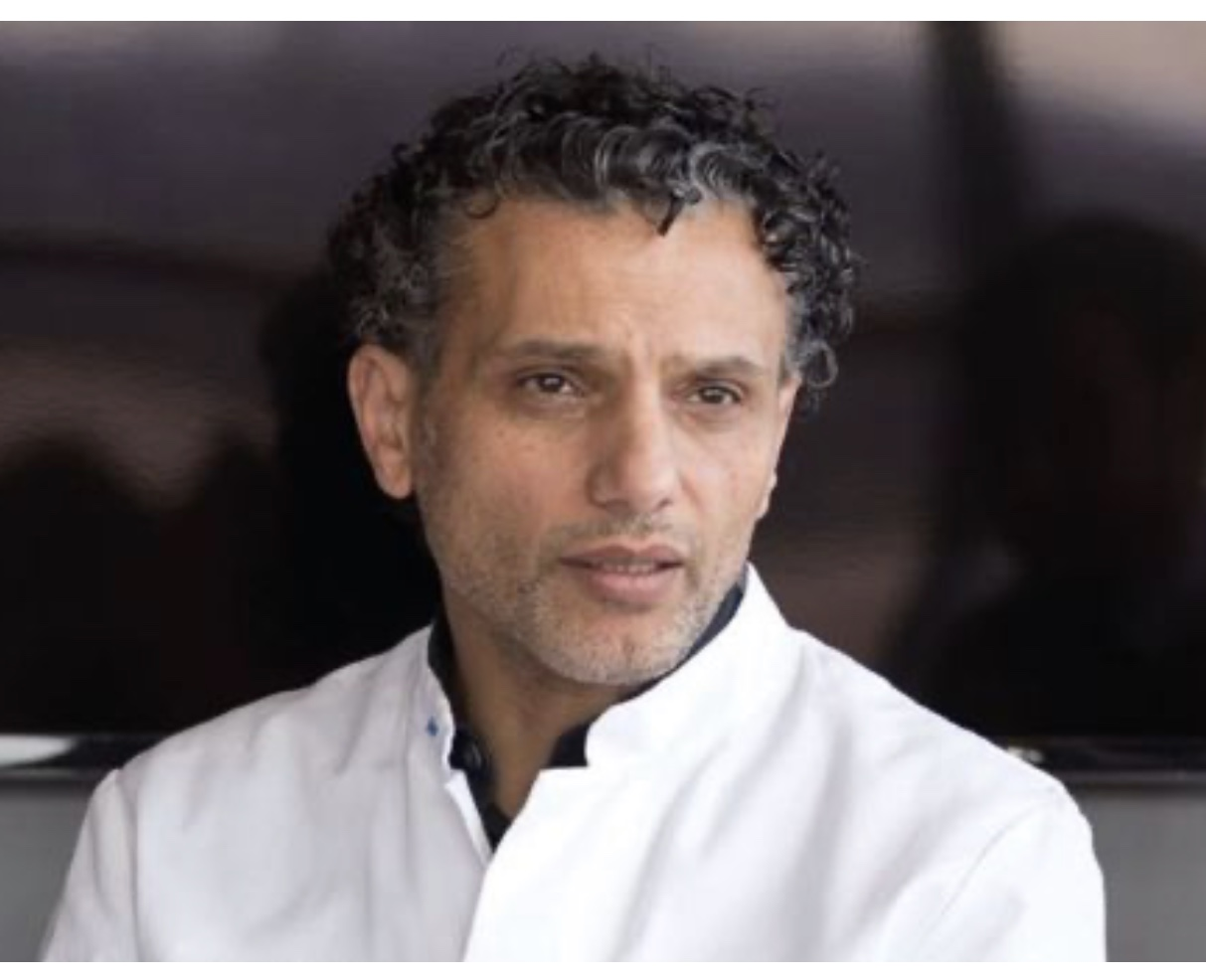
Salah-Eddin Al-Batran, 2020

Salah-Eddin Al-Batran (* 1. März 1970 in Amman, Jordanien) ist ein deutscher Arzt, der im Bereich der Krebsforschung und Onkologie tätig ist. Als seine wichtigste wissenschaftliche Leistung gilt die Entwicklung des FLOT-Schemas, das zum weltweiten Behandlungsstandard für Magen- und Speiseröhrenkrebs wurde.

## Leben
Al-Batran wurde in Amman (Jordanien) als Sohn geflüchteter palästinensischer Eltern geboren, verbrachte seine Kindheit und Jugend in Saudi-Arabien und wanderte im Alter von 17 Jahren in die Bundesrepublik Deutschland aus. Er studierte Medizin an der Ludwig-Maximilians-Universität München. Seit 2014 ist er apl. Professor für Innere Medizin an der Johann Wolfgang Goethe-Universität Frankfurt am Main, Mitglied des Direktoriums des Universitären Centrums für Tumorerkrankungen Frankfurt (UCT) und Chefarzt am Krankenhaus Nordwest in Frankfurt Al-Batran ist Gründer und Geschäftsführer des Frankfurter Instituts für klinische Krebsforschung IKF GmbH, eine auf akademische Studien spezialisierte Forschungseinrichtung und der FLOT-Studiengruppe für Magenkarzinome (englisch German Gastric Group) und Mitglied der Leitgruppe „Ösophagus-/Magenkarzinom“ der Arbeitsgemeinschaft Internistische Onkologie in der Deutschen Krebsgesellschaft e.V. (AIO).
2022 wurde Al-Batran der Deutsche Krebspreis in der Kategorie klinische Forschung zugesprochen.

## Forschungsgebiete
Al-Batran betreibt klinische Forschung zur Behandlung von Krebs. Er entwickelte die Fluorouracil-Leucovorin-Oxaliplatin-Docetaxel (Taxotere)-Chemotherapie zur Behandlung des Magen- und Speiseröhrenkrebses.  Die FLOT-Therapie wird den Betroffenen in der Regel vor und nach der Operation verabreicht und führt zu einer Verbesserung der Heilungsrate um ca. 10 %. Die Ergebnisse seiner wegweisenden FLOT4-Studie wurden inzwischen von einer anderen Forschungsgruppe in der ESOPEC-Studie (publiziert auf der ASCO 2024) bestätigt. Zu seinen Schwerpunkten zählen außerdem die Einführung neuer Ansätze der multimodalen Therapie sowie in jüngster Zeit verstärkt die Integration der Immuntherapie in die Therapiekonzepte. Ergebnisse seiner Forschungsarbeiten sind in die nationalen (S3-Leitlinien) und internationalen (NCCN und ESMO) Leitlinien zur Behandlung von Krebskrankheiten eingegangen. Er leitet sowohl die Frankfurter Institut für Klinische Krebsforschung GmbH am Krankenhaus Nordwest, als auch das Institut für Klinisch-Onkologische Forschung der Krankenhaus Nordwest GmbH.

## Publikationen
Die Literatur- und Zitationsdatenbank Web of Science verzeichnet Salah-Eddin Al-Batran als Autor und Koautor von über 400 wissenschaftlichen Publikationen in internationalen Fachjournalen auf dem Gebiet der Krebsforschung mit einem h-Index von 74 (April 2025).

### Fachartikel (Auswahl)
- Salah-Eddin Al-Batran, Joerg T. Hartmann, Stephan Probst et al.: Phase III Trial in Metastatic Gastroesophageal Adenocarcinoma with Fluorouracil, Leucovorin Plus Either Oxaliplatin or Cisplatin: A Study of the Arbeitsgemeinschaft Internistische Onkologie. In: Journal of Clinical Oncology. Band 26, Nr. 9, 20. März 2008, S. 1435–1442, doi:10.1200/JCO.2007.13.9378.
- Salah-Eddin Al-Batran, Ralf Hofheinz, Claudia Pauligk et al.: Histopathological regression after neoadjuvant docetaxel, oxaliplatin, fluorouracil, and leucovorin versus epirubicin, cisplatin, and fluorouracil or capecitabine in patients with resectable gastric or gastro-oesophageal junction adenocarcinoma (FLOT4-AIO): results from the phase 2 part of a multicentre, open-label, randomised phase 2/3 trial. In: Lancet Oncology. Band 17, Nr. 12, 1. Dezember 2016, S. 1697–1708, doi:10.1016/S1470-2045(16)30531-9.
- Salah-Eddin Al-Batran, Nils Homann, Claudia Pauligk et al.: Perioperative chemotherapy with fluorouracil plus leucovorin, oxaliplatin, and docetaxel versus fluorouracil or capecitabine plus cisplatin and epirubicin for locally advanced, resectable gastric or gastro-oesophageal junction adenocarcinoma (FLOT4): a randomised, phase 2/3 trial. In: The Lancet. Band 393, Nr. 10184, 11. Mai 2019, S. 1948–1957, doi:10.1016/S0140-6736(18)32557-1.

### Fachbücher
- Salah-Eddin Al-Batran: Praxis in der Therapie des Magenkarzinoms und Adenokarzinoms des ösophagogastralen Überganges. 3. Auflage. rs media, Regensburg 2011.
- Salah-Eddin Al-Batran, Ralf-Dieter Hofheinz: Therapiealgorithmen Onkologie 2014. 2., überarbeitete Auflage. rs media, Regensburg 2014, ISBN 978-3-00-043470-9.